# László Hauler
László Pál Hauler (ur. 26 czerwca 1884 w Craidorolț, zm. 12 września 1914 w Bojanowie) – węgierski strzelec, olimpijczyk. 

## Życiorys
Ukończył szkołę średnią w Debreczynie, a następnie szkołę wojskową Honvéd hadapród iskola w Oradei. Został żołnierzem 18 Pułku Piechoty Honwedu w Sopronie, w którym służył jako porucznik. W 1912 roku odbył kurs nauczycielski, po którym został nauczycielem szermierki i gimnastyki w Peczu. Zginął podczas I wojny światowej, nieco ponad miesiąc po zaangażowaniu armii węgierskiej w walki.
Brał udział w zawodach strzeleckich podczas Letnich Igrzysk Olimpijskich 1912, na których wystartował w pięciu konkurencjach. Najwyższą pozycję indywidualnie zajął w karabinie wojskowym w trzech postawach z 300 m, w którym uplasował się na 27. miejscu (wśród 91 strzelców). W drużynowym strzelaniu z karabinu wojskowego Węgrzy zajęli ostatnią pozycję, a Hauler uzyskał czwarty wynik w sześcioosobowym zespole węgierskim. Uprawiał także gimnastykę, szermierkę, pływanie, kolarstwo, łyżwiarstwo i jeździectwo.

## Wyniki

### Igrzyska olimpijskie
| Igrzyska       | Konkurencja                                  | Wynik                                         | Miejsce | Źródło |
| -------------- | -------------------------------------------- | --------------------------------------------- | ------- | ------ |
| Sztokholm 1912 | Karabin dowolny, trzy postawy, 300 m         | 677 pkt. (265–250–162)                        | 74      | [ 5 ]  |
| Sztokholm 1912 | Karabin małokalibrowy, dowolna postawa, 50 m | 178 pkt.                                      | 29      | [ 6 ]  |
| Sztokholm 1912 | Karabin wojskowy, trzy postawy, 300 m        | 84 pkt. (39–45)                               | 27      | [ 2 ]  |
| Sztokholm 1912 | Karabin wojskowy, dowolna postawa, 600 m     | 35 pkt.                                       | 83      | [ 7 ]  |
| Sztokholm 1912 | Karabin wojskowy, drużynowo                  | 1333 pkt. (druż.) 219 pkt. ind. (67–61–50–41) | 10      | [ 4 ]  |